# Eucalyptus olida
Eucalyptus olida är en myrtenväxtart som beskrevs av Lawrence Alexander Sidney Johnson och Kenneth D. Hill. Eucalyptus olida ingår i släktet Eucalyptus och familjen myrtenväxter. Inga underarter finns listade i Catalogue of Life.

## Bildgalleri

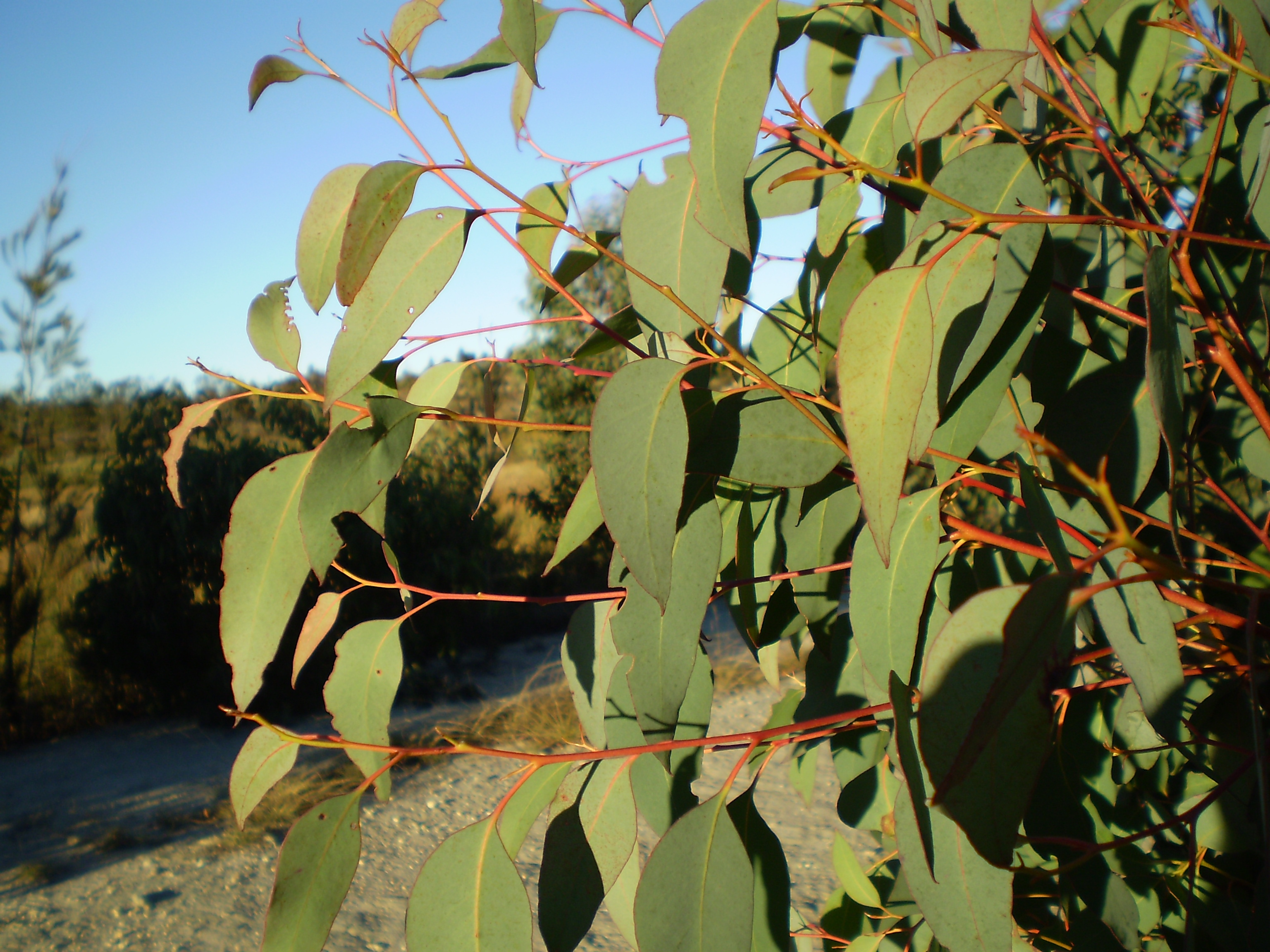
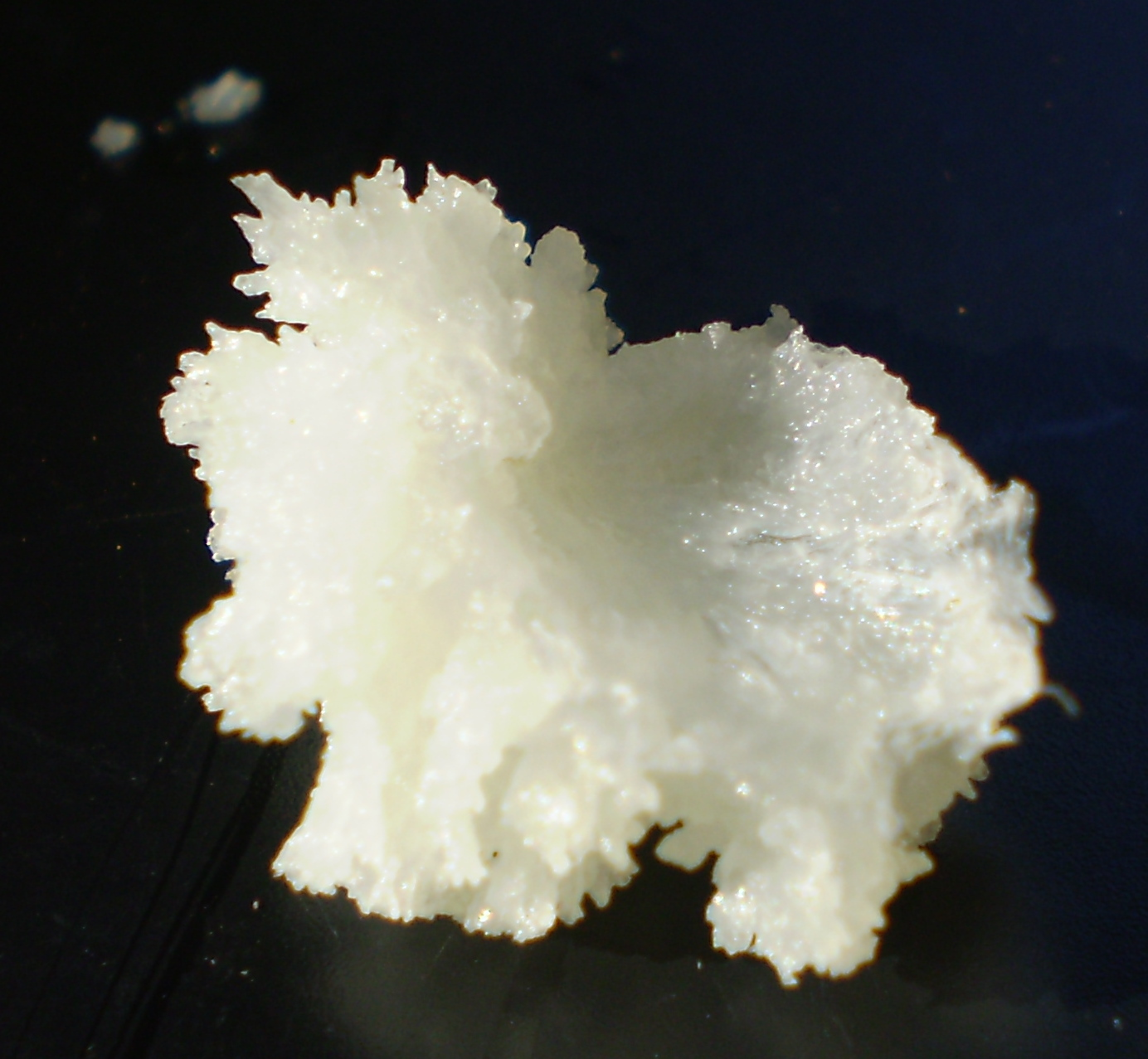
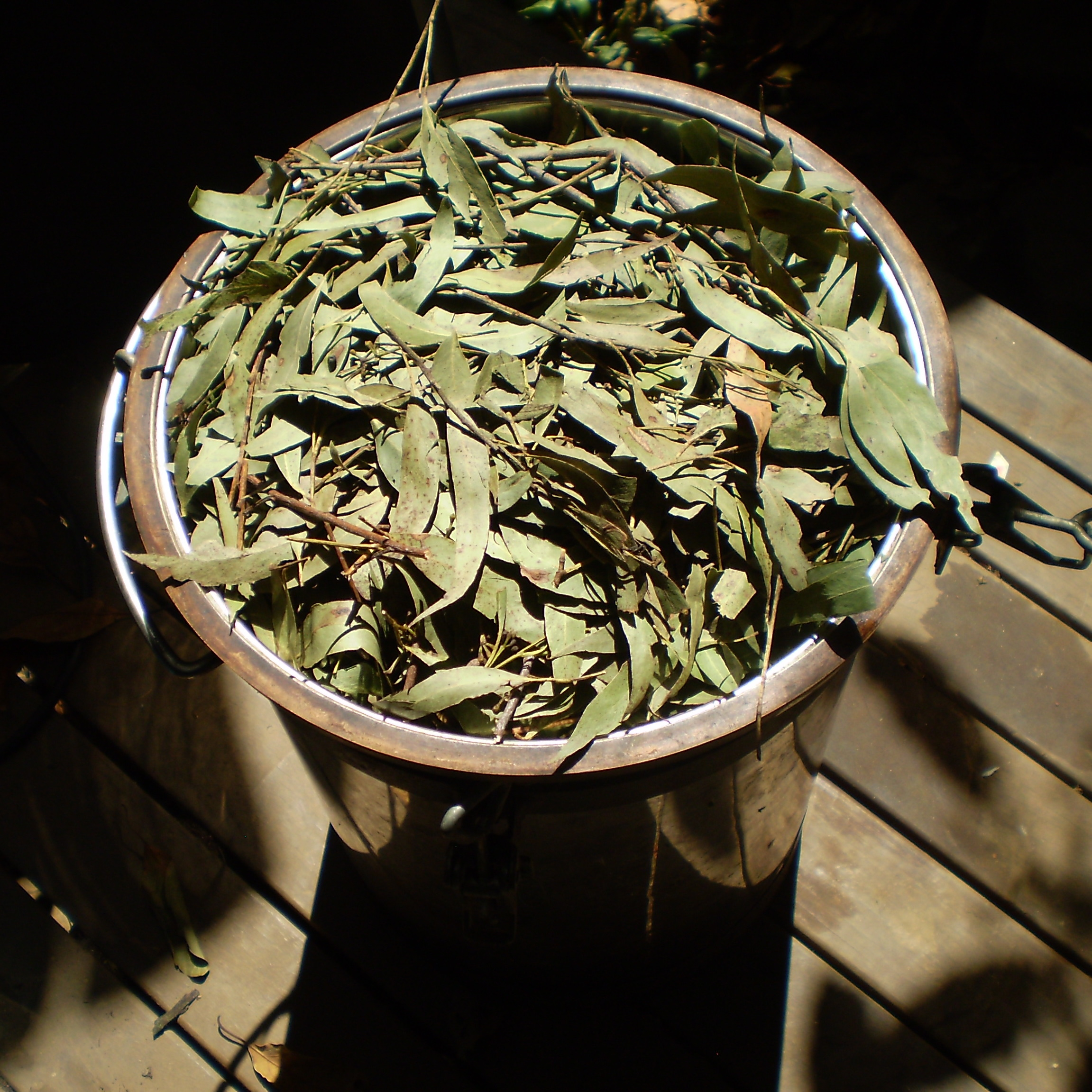